# Батаканське сільське поселення
Батака́нське сільське поселення (рос. Батаканское сельское поселение) — сільське поселення у складі Газімуро-Заводського району Забайкальського краю Росії.
Адміністративний центр — село Батакан.

## Історія
Село Новий Батакан було утворено 2013 року шляхом виділення зі складу села Батакан.

## Населення
Населення сільського поселення становить 752 особи (2019; 827 у 2010, 945 у 2002).

## Склад
До складу сільського поселення входять:
| Населений пункт     | Населення, осіб (2002) | Населення, осіб (2010) |
| ------------------- | ---------------------- | ---------------------- |
| Батакан, село       | 595                    | 533                    |
| Закаменна, село     | 115                    | 77                     |
| Курлея, село        | 10                     | 6                      |
| Луговське, село     | 225                    | 211                    |
| Новий Батакан, село | -                      | -                      |